# علي بن عبد الله زيد آل محمود
علي بن عبد الله زيد آل محمود هو سياسي ودبلوماسي قطري، ولد في الدوحة عام 1953م، يشغل حاليا منصب سفير دولة قطر بالكويت وهو ابن العلّامة والقاضي القطري عبد الله بن زيد آل محمود، أنهى دراسته العليا في جمهورية مصر العربية، ثم التحق بالعمل في وزارة الخارجية عام 1978م، وعمل في العديد من البعثات الدبلوماسية لدولة قطر لدى عدد من الدول، وهو صاحب أطول فترة خدمة كسفير لدولة قطر لدى المملكة العربية السعودية بمدة تزيد عن 20 سنة فتحصل على درجة وزير، وشارك في العديد من المؤتمرات والاجتماعات الدولية والإقليمية.

## المؤهلات العلمية
بكالوريوس اقتصاد وعلوم سياسية من جامعة القاهرة في جمهورية مصر العربية عام 1978م.

## الخبرات العملية
- عمل بديوان عام وزراة الخارجية بوظيفة سكرتير ثالث اعتباراً من 19/11/1978م.
- عمل بسفارة دولة قطر في تونس خلال الفترة 24/4/1981م إلى 7/1/1985م.
- عمل بالوافد الدائم لسفارة دولة قطر في نيويورك خلال الفترة من 8/1/1985م إلى 29/12/1986م.
- عين قنصلاَ عاماَ لدولة قطر في مومباي خلال الفترة من 17/12/1988م إلى 4/1/1990م.
- عمل بسفارة دولة قطر في طهران خلال الفترة من 16/6/1990م إلى 23/7/1993م.[3]
- عمل سفيراَ لدولة قطر لدى المملكة العربية السعودية خلال الفترة من 10/11/1993م إلى 19/12/2013م.
- سفير بديوان عام الوزارة خلال الفترة من 20/12/2013م إلى 19/11/2016م. [4]
- عين مديراَ لادراة شؤون مجلس التعاون اعتباراَ من 20/11/2016م, ولايزال.